# Nowokostiantyniwka (obwód sumski)
Nowokostiantyniwka (ukr. Новокостянтинівка, do 2024 roku Persze Trawnia, ukr. Перше Травня) – wieś na Ukrainie, w obwodzie sumskim, w rejonie sumskim, w hromadzie Chotiń. W 2001 liczyła 26 mieszkańców.